# La giornata balorda
La giornata balorda is een Italiaanse film van Mauro Bolognini die werd uitgebracht in 1960.
Het scenario is gebaseerd op enkele verhalen uit de bundel Racconti romani (1954) van Alberto Moravia.

## Verhaal
Davide Saraceno is een prille twintiger die leeft in een dichtbevolkte arbeiderswijk in de buurt van Rome. Hij heeft zijn buurmeisje Ivana zwanger gemaakt. Zolang hij geen werk en dus geen inkomen heeft kunnen ze niet trouwen noch het doopfeest betalen. Davide geeft een apathische en onverschillige indruk wat vooral op de zenuwen van zijn schoonmoeder werkt.
Hij gaat op zoek naar een job en met een aanbevelingsbriefje van zijn oom gaat hij langs bij Moglie, een gladde enge boekhouder. Die stuurt hem door naar een louche advocaat die lichtjes geërgerd een briefje schrijft en Davide uiteindelijk doorverwijst naar Moglie.
Davide beseft dat hij van het kastje naar de muur werd gezonden. Hij komt toevallig Marina tegen, een ex-vriendin die 'manicure' aan huis doet. Marina wil hem al vlug van zich afschudden maar hij blijft haar overal volgen. Ten slotte komen beiden terecht in het flatgebouw van Moglie, waar niet alleen Marina maar ook Davide zich moet aanbieden. Moglie is verrast door de aanwezigheid van Davide, hij had alleen maar de 'diensten' van Marina besteld. Meer dan gegeneerd bezorgt de (gehuwde) Moglie Davide deze keer wel een correct aanbevelingsbriefje. Davide komt echter terecht bij een bende die olie vervalst met zeepvet.   

## Rolverdeling
| Acteur              | Personage                                       |
| ------------------- | ----------------------------------------------- |
| Jean Sorel          | Davide Saraceno                                 |
| Lea Massari         | Freja                                           |
| Jeanne Valérie      | Marina, ex-vriendin van Davide en nu prostituee |
| Paolo Stoppa        | Alberto Moglie, de boekhouder                   |
| Rik Battaglia       | Carpiti                                         |
| Isabelle Corey      | Sabina                                          |
| Valeria Ciangottini | Ivana, de moeder van het zoontje van Davide     |
| Irene Aloisi        | de vrouw van Moglie                             |
| Marcella Valeri     | de moeder van Ivana                             |